# Limenitis therasia
Limenitis therasia är en fjärilsart som beskrevs av Hans Fruhstorfer 1915. Limenitis therasia ingår i släktet Limenitis och familjen praktfjärilar. Inga underarter finns listade i Catalogue of Life.